# Dominik Broniek
Dominik Broniek (ur. 25 września 1975) – polski grafik, ilustrator. Autor ilustracji wewnętrznych oraz okładek, współpracujący z wydawnictwami zarówno w Polsce (Fabryka Słów, MAG, Uroboros) jak i za granicą (Celtica Publishing i Luitingh Sijthoff w Holandii, Fantom Print i Gorgona Books w Czechach). Ilustrował między innymi książki autorów takich jak Jarosław Grzędowicz, Maja Lidia Kossakowska, Anna Kańtoch, Jacek Piekara,  a także Cykl Demoniczny Petera V. Bretta (łącznie z ilustrowaną edycją dla amerykańskiego HarperCollin's Voyager w 2019 oraz włoskiego Mondadori Libri w 2021, a także serią okładek dla Penguin Random House/Del Rey Books w 2023); jest również autorem okładek do serii Mistborn Brandona Sandersona (w Polsce i Holandii). Na co dzień mieszka i pracuje w Holandii.
W 2014 opisany został jako jeden z "czołowych grafików pracujących dla Fabryki Słów".

## Książki z ilustracjami Dominika Brońka
- Achaja tom 1, Andrzej Ziemiański (Fabryka Słów, 2002)
- Achaja tom 2, Andrzej Ziemiański (Fabryka Słów, 2003)
- Tropem Xameleona, Eugeniusz Dębski (Fabryka Słów, 2003)
- Prawo Śmierci, Jacek Dąbała (Fabryka Słów, 2003)
- Achaja tom 3, Andrzej Ziemiański (Fabryka Słów, 2004)
- Demony, Eugeniusz Dębski (Fabryka Słów, 2004)
- Bohaterowie do Wynajęcia, Andrzej Drzewiński, Jacek Inglot (Fabryka Słów, 2004)
- Małodobry: Antologia (Fabryka Słów, 2004)
- Zapach Szkła, Andrzej Ziemiański (Fabryka Słów, 2004)
- Miasto w Zieleni i Błękicie, Anna Kańtoch (Fabryka Słów, 2004)
- Miecz Aniołów, Jacek Piekara (Fabryka Słów, 2004)
- Krzyżacki Poker tom 1, Dariusz Spychalski (Fabryka Słów, 2005)
- Krzyżacki Poker tom 2, Dariusz Spychalski (Fabryka Słów, 2005)
- Necrosis: Przebudzenie, Jacek Piekara (Fabryka Słów, 2005)
- O Włos od Piwa, Eugeniusz Dębski (Fabryka Słów, 2005)
- Ognie na Skałach, Rafał Ziemkiewicz (Fabryka Słów, 2005)
- Deszcze Niespokojne, antologia (Fabryka Słów, 2005)
- Sierżant, Miroslav Žamboch (Fabryka Słów, 2005)
- Czarny Pergamin, Rafał Dębski (Fabryka Słów, 2006)
- Opowieści Okrutne, Rafał Siedlar (Fabryka Słów, 2006)
- Sługa Boży, Jacek Piekara (Fabryka Słów, 2006)
- Wąż Marlo, Marcin Wroński (Fabryka Słów, 2006)
- Smokobójca, Tomasz Pacyński (Fabryka Słów, 2006)
- Popiół i Kurz, Jarosław Grzędowicz (Fabryka Słów, 2006)
- Bez Litości, Miroslav Žamboch (Fabryka Słów, 2006)
- Łowcy Dusz, Jacek Piekara (Fabryka Słów, 2006)
- Ruda Sfora, Maja Lidia Kossakowska (Fabryka Słów, 2007)
- Siewca Wiatru, Maja Lidia Kossakowska (Fabryka Słów, 2007)
- Młot na Czarownice, Jacek Piekara (Fabryka Słów, 2007)
- Płomień i Krzyż, Jacek Piekara (Fabryka Słów, 2008)
- Apokalipsa Według Pana Jana, Robert J. Szmidt (Fabryka Słów, 2008)
- Herezjarcha, Jacek Komuda (Fabryka Słów, 2008)
- Malowany Człowiek tom 1, Peter V. Brett (Fabryka Słów, 2008)
- Czerń, Maja Lidia Kossakowska (Fabryka Słów, 2009)
- Malowany Człowiek tom 2, Peter V. Brett (Fabryka Słów, 2009)
- Walc Stulecia, Rafał Ziemkiewicz (Fabryka Słów, 2010)
- Łowcy, Miroslav Žamboch (Fabryka Słów, 2010)
- Ja, Inkwizytor. Wieże do Nieba, Jacek Piekara (Fabryka Słów, 2010)
- Alicja, Jacek Piekara (Fabryka Słów, 2010)
- Ja, Inkwizytor. Dotyk Zła, Jacek Piekara (Fabryka Słów, 2010)
- Jeszcze Nie Zginęła, antologia (Fabryka Słów, 2010)
- Ja, Inkwizytor. Bicz Boży, Jacek Piekara (Fabryka Słów, 2011)
- Zakon Krańca Świata tom 1, Maja Lidia Kossakowska (Fabryka Słów, 2011)
- Zakon Krańca Świata tom 2, Maja Lidia Kossakowska (Fabryka Słów, 2011)
- Sztejer tom 1, Robert Foryś (Fabryka Słów, 2011)
- Sztejer tom 2, Robert Foryś (Fabryka Słów, 2011)
- Pustynna Włócznia tom 1, Peter V. Brett (Fabryka Słów, 2010)
- Pustynna Włócznia tom 2, Peter V. Brett (Fabryka Słów, 2011)
- Istoty Światła i Ciemności, Simon R. Green (Fabryka Słów, 2011)
- Czas Żyć, Czas Zabijać, Miroslav Žamboch (Fabryka Słów, 2012)
- Pan Lodowego Ogrodu tom 1, Jarosław Grzędowicz (Fabryka Słów, 2012)
- Pan Lodowego Ogrodu tom 2, Jarosław Grzędowicz (Fabryka Słów, 2012)
- Pan Lodowego Ogrodu tom 3, Jarosław Grzędowicz (Fabryka Słów, 2012)
- Pan Lodowego Ogrodu tom 4, Jarosław Grzędowicz (Fabryka Słów, 2012)
- Pomnik Cesarzowej Achai tom 1, Andrzej Ziemiański (Fabryka Słów, 2012)
- Pomnik Cesarzowej Achai tom 2, Andrzej Ziemiański (Fabryka Słów, 2013)
- Wojna W Blasku Dnia tom 1, Peter V. Brett (Fabryka Słów, 2013)
- Wojna W Blasku Dnia tom 2, Peter V. Brett (Fabryka Słów, 2013)
- Pomnik Cesarzowej Achai tom 3, Andrzej Ziemiański (Fabryka Słów, 2014)
- Pomnik Cesarzowej Achai tom 4, Andrzej Ziemiański (Fabryka Słów, 2014)
- Księga Jesiennych Demonów, Jarosław Grzędowicz (Fabryka Słów, 2014)
- Wielki Bazar: Złoto Brayana, Peter V. Brett (Fabryka Słów, 2014)
- Drägan Duma. Zij Die Hoort, Patty van Deft (Celtica Publishing, 2014, NL)
- Tron z Czaszek tom 1, Peter V. Brett (Fabryka Słów, 2015)
- Tron z Czaszek tom 2, Peter V. Brett (Fabryka Słów, 2015)
- Ja, Inkwizytor. Kościany Galeon, Jacek Piekara (Fabryka Słów, 2015)
- Drägan Duma. Bondgenoten en Verraders, Patty van Delft (Celtica Publishing, 2015, NL)
- Pomnik Cesarzowej Achai tom 5, Andrzej Ziemiański (Fabryka Słów, 2016)
- Drägan Duma. Het Zwarte Kristal, Patty van Delft (Celtica Publishing, 2016, NL)
- Drägan Duma. Een Onbreekbare Band, Patty van Delft (Celtica Publishing, 2018, NL)
- Więzy Krwi, Maja Lidia Kossakowska (Fabryka Słów, 2018)
- Otchłań tom 1, Peter V. Brett  (Fabryka Słów, 2018)
- Otchłań tom 2, Peter V. Brett  (Fabryka Słów, 2018)
- Dziedzictwo Posłańca, Peter V. Brett (Fabryka Słów, 2018)
- Ja, Inkwizytor: Głód i Pragnienie, Jacek Piekara (Fabryka Słów, 2019)
- The Painted Man. Illustrated Edition, Peter V. Brett (HarperCollin's Voyager, 2019, USA)
- Ciclo Dei Demoni, Peter V. Brett (Mondadori Libri, 2021, IT)
- Cień Utraconego Świata, James Islington (Fabryka Słów, 2021)
- Echo Przyszłych Wypadków, James Islington (Fabryka Słów, 2021)
- Blask Ostatecznego Kresu, James Islington (Fabryka Słów, 2022)
- Parias, Anthony Ryan (Fabryka Słów, 2023)
- Córka Kości, Andrea Stewart (Fabryka Słów, 2023)
- Cesarzowa Kości, Andrea Stewart (Fabryka Słów, 2024)
- Antykwariat Pod Salamandrą, Adam Przechrzta (Fabryka Słów, 2024)
- Eryk Scott. Przeklęta magia, Matt Burczyk (Wilga, 2025)

## Książki z okładkami Dominika Brońka
- Elantris, Brandon Sanderson (MAG, 2005)
- Z Mgły Zrodzony, Brandon Sanderson (MAG, 2006)
- Studnia Wstąpienia, Brandon Sanderson (MAG, 2006)
- 13-ty Anioł, Anna Kańtoch (Fabryka Słów, 2007)
- Na Ostrzu Noża tom 1, Miroslav Žamboch (Fabryka Słów, 2007)
- Na Ostrzu Noża tom 2, Miroslav Žamboch (Fabryka Słów, 2007)
- Krawędź Żelaza tom 1, Miroslav Žamboch (Fabryka Słów, 2007)
- Krawędź Żelaza tom 2, Miroslav Žamboch (Fabryka Słów, 2008)
- Bohater Wieków, Brandon Sanderson (MAG, 2008)
- Wypychacz Zwierząt, Jarosław Grzędowicz (Fabryka Słów, 2008)
- Temne Poledne, Pavel Kornev (Fantom Print, 2008, CZ)
- Rozjemca, Brandon Sanderson (MAG, 2009)
- Delikatne Uderzenie Pioruna, Dariusz Domagalski (Fabryka Słów, 2009)
- Gniewny Pomruk Burzy, Dariusz Domagalski (Fabryka Słów, 2010)
- Droga Królów, Brandon Sanderson (MAG, 2010)
- A Polish Book of Monsters. Five Dark Tales from Contemporary Poland, antologia (PIASA Books, 2010, USA)
- Koniasz. Tom I: Wilk Samotnik, Miroslav Žamboch (Fabryka Słów, 2010)
- Koniasz. Tom II: Wilk Samotnik, Miroslav Žamboch (Fabryka Słów, 2011)
- Szamanka od Umarlaków, Martyna Raduchowska (Uroboros, 2011)
- Stop Prawa, Brandon Sanderson (MAG, 2011)
- Zaginiony Metal, Brandon Sanderson (MAG, 2011)
- Tancerze Burzy, Jay Kristoff (Uroboros, 2012)
- Souhvezdi Kata, Rafał Dębski (Gorgona, 2012, CZ)
- Dusza Cesarza, Brandon Sanderson (MAG, 2012)
- Het Laatste Rijk, Brandon Sanderson (Luitingh Sijthoff, 2012, NL)
- De Bron Van Verheffing, Brandon Sanderson (Luitingh Sijthoff, 2013, NL)
- Tajemnica Diabelskiego Kręgu, Anna Kańtoch (Uroboros, 2013)
- Demon Luster, Martyna Raduchowska (Uroboros, 2014)
- Słowa Światłości, Brandon Sanderson (MAG, 2014)
- De Held Van Weleer, Brandon Sanderson (Luitingh Sijthoff, 2014, NL)
- De Wet Van Staal, Brandon Sanderson (Luitingh Sijthoff, 2014, NL)
- Het Geheim van Ji 1 – De Erfgenamen, Pierre Grimbert (Luitingh Sijthoff, 2014, NL)
- Drägan Duma. Zij Die Hoort, Patty van Deft (Celtica Publishing, 2014, NL)
- De Afgrond , Boek 1 – Leila, Het Begin, Rolf Österberg (Celtica Publishing, 2014, NL)
- Cienie Tożsamości, Brandon Sanderson (MAG, 2015)
- Het Geheim van Ji 2 – De Verbroken Belofte, Pierre Grimbert (Luitingh Sijthoff, 2015, NL)
- Het Geheim van Ji 3 – De Schaduw van het Verleden, Pierre Grimbert (Luitingh Sijthoff, 2015, NL)
- Het Geheim van Ji 4 – De Hoeder van de eeuwigheid, Pierre Grimbert (Luitingh Sijthoff, 2015, NL)
- Łzy Mai, Martyna Raduchowska (Uroboros, 2015)
- Tajemnica Nawiedzonego Lasu, Anna Kańtoch (Uroboros, 2015)
- Led, Pavel Kornev (Fantom Print, 2015, CZ)
- Kluzky, Pavel Kornev (Fantom Print, 2015, CZ)
- Drägan Duma. Bondgenoten en Verraders, Patty van Delft (Celtica Publishing, 2015, NL)
- Poseidonia, Aleksandar Ziljak (Gorgona, 2016, CZ)
- Żałobne Opaski, Brandon Sanderson (MAG, 2016)
- Tancerka Krawędzi, Brandon Sanderson (MAG, 2016)
- De Kinderen van Ji 1 – Het Vergeten Testament, Pierre Grimbert (Luitingh Sijthoff, 2016, NL)
- Magycker 1 – De Klauw, Adrian Stone (Luitingh Sijthoff, 2016, NL)
- Drägan Duma. Het Zwarte Kristal, Patty van Delft (Celtica Publishing, 2016, NL)
- De Afgrond, Boek 2 – De Chaos, Rolf Österberg (Celtica Publishing, 2016, NL)
- De Afgrond , Boek 3 – De Verbanning, Rolf Österberg (Celtica Publishing, 2017, NL)
- De Afgrond , Boek 4 – Het Verraad, Rolf Österberg (Celtica Publishing, 2017, NL)
- De Kinderen van Ji 2 – De Barbarenkoning, Pierre Grimbert (Luitingh Sijthoff, 2017, NL)
- Dawca Przysięgi, Brandon Sanderson (MAG, 2017)
- Noční labuť , Zuzana Hartmanová (Gorgona, 2017, CZ)
- Skrytobójca Błazna, Robin Hobb (MAG, 2017)
- Wieża Koronna, Michael J. Sullivan (MAG, 2018)
- Róża i Cierń, Michael J. Sullivan (MAG, 2018)
- Śmierć Dulgath, Michael J. Sullivan (MAG, 2018)
- Ledova Citadela, Pavel Kornev (Fantom Print, 2018, CZ)
- Wyprawa Błazna, Robin Hobb (MAG, 2018)
- Spektrum, Martyna Raduchowska (Uroboros, 2018)
- Tajemnica Godziny Trzynastej, Anna Kańtoch (Uroboros, 2018)
- Drägan Duma. Een Onbreekbare Band, Patty van Delft (Celtica Publishing, 2018, NL)
- De Afgrond , Boek 5 – De Eindstrijd, Rolf Österberg (Celtica Publishing, 2018, NL)
- Perutě Noci, Zuzana Hartmanová  (Gorgona, 2019, CZ)
- Fałszywy Pieśniarz, Martyna Raduchowska (Uroboros, 2019)
- Schaduwen Over Razmir, Maite Donker (Celtica Publishing, 2020, NL)
- Odprysk Świtu, Brandon Sanderson (MAG, 2020)
- Rytm Wojny, Brandon Sanderson (MAG, 2020)
- Magycker 2 – Drakenhart, Adrian Stone (Luitingh Sijthoff, 2021, NL)
- Każde Serce To Wrota: Patyki i Kości, Seanan McGuire (MAG, 2023)
- Epoka Mitu, Michael J. Sullivan (MAG, 2023)
- Epoka Mieczy, Michael J. Sullivan (MAG, 2023)
- Epoka Wojny, Michael J. Sullivan (MAG, 2023)
- The Warded Man, Peter V. Brett (Penguin Random House/Del Rey Books, 2023, USA)
- The Desert Spear, Peter V. Brett (Penguin Random House/Del Rey Books, 2023, USA)
- The Daylight War, Peter V. Brett (Penguin Random House/Del Rey Books, 2023, USA)
- The Skull Throne, Peter V. Brett (Penguin Random House/Del Rey Books, 2023, USA)
- The Core, Peter V. Brett (Penguin Random House/Del Rey Books, 2023, USA)
- Varingholt Kronieken, Boek 1 – Verboden Magie, Rolf Österberg (Celtica Publishing, 2023, NL)
- Varingholt Kronieken, Boek 2 – Dodelijke Magie, Rolf Österberg  (Celtica Publishing, 2023, NL)
- Pod Cukrowym Niebem, Seanan McGuire (MAG, 2024)
- Epoka Legendy, Michael J. Sullivan (MAG, 2024)
- Eryk Scott. Przeklęta magia, Matt Burczyk (Wilga, 2025)